# Avoca Beach
Avoca Beach är en förort till staden Gosford i New South Wales i Australien. Folkmängden uppgick till 4 196 år 2006.